# Wilhelmramsayite
La wilhelmramsayite è un minerale.